# Rhizogeton conicum
Rhizogeton conicum är en nässeldjursart som beskrevs av Peter Schuchert 1996. Rhizogeton conicum ingår i släktet Rhizogeton och familjen Hydractiniidae. Inga underarter finns listade i Catalogue of Life.